# Plakodonti
Plakodonti (Placodontia) byl řád primitivních a vysoce specializovaných vodních plazů, žijících v době před více než dvěma sty miliony let (v průběhu triasové periody druhohorní éry). Jednalo se o poměrně rozšířené plazy, jejich fosilní pozůstatky byly objeveny například i na území Maďarska.

## Popis
Plakodonti byli menší vodní plazi, dosahovali délky jednoho až dvou metrů, robustní tělo měli kryto kostěným krunýřem na ochranu před dravci. Vzhledem a způsobem života tak připomínali novodobé želvy, ačkoli s nimi nebyli nijak blízce příbuzní (jejich nejbližšími příbuznými byli zástupci kladu Plesiosauria). Jejich lebky a kousací aparát byly silně specializované. Plakodonti se neohrabaně pohybovali v mělkých pobřežních vodách a živili se převážně měkkýši. Měli silné zploštělé zuby uzpůsobené na drcení ulit mořských tvorů: odtud také pochází jejich název (plakodont znamená v řečtině cosi jako zub jako pilulka). V průběhu života však tito specializovaní plazi procházeli významným posunem v preferované potravě a mohli se živit i měkčí a jemnější stravou (například vodním rostlinstvem).

## Čeledi plakodontů
- Cyamodontidae
- Henodontidae
- Paraplacodontidae
- Placochelyidae
- Placodontidae

## Nejznámější zástupci
- Placodus
- Henodus